# Stella Maxwell
Stella Maynes Maxwell (Bruxelas, Bélgica, 15 de maio de 1990) é uma modelo belga.

## Biografia
Maxwell nasceu em Bruxelas, na Bélgica, para os pais da Irlanda do Norte, Stella Maynes e o ex-diplomata Maurice Maxwell. Ela tem três irmãos mais velhos. Maxwell foi criada na Bélgica até aos 13 anos de idade,  onde frequentou a Escola Europeia, Woluwe. Ela então se mudou com sua família para Canberra, Austrália, onde ficou por um ano antes de se mudar para Wellington, Nova Zelândia, quando tinha 14 anos. Ela frequentou o Queen Margaret College e a Universidade de Otago, onde foi descoberta como modelo. 

## Carreira
Ela andou o Victoria's Secret Fashion Show 2014, onde ela foi creditada. Ela é um anjo da Victoria's Secret desde 2015.
Em 2016, Maxwell foi eleito o número 1 em 2016 da lista "Hot 100 List" da Maxim.